# As-Soghdi
As-Soghdi (en arabe : السُّغدي), mort en 1069 à Boukhara sur le territoire des Qarakhanides occidentaux, est un juriste (faqîh) de l'école de jurisprudence (madhhab) hanafite.
Son nom complet est : Abou al-Hassan (ou al-Hussein) Ali ibn al-Hussein ibn Muhammad as-Soghdi (en arabe : أبو الحسن ( أو الحسين ) علي بن الحسين بن محمد السُّغدي). 
Originaire de Sogdiane (région de Samarcande) comme sa nisba l'indique, il passa cependant la majeure partie de sa vie à Boukhara, où il était le juge (cadi) et le chef de file des hanafites. Parmi ses principaux ouvrages, on peut citer : Noutf al-Fatawy et Charh al-Jami' al-Kabir.